# Condado de Perry (Misuri)
El condado de Perry (en inglés: Perry County), fundado en 1820, es uno de 114 condados del estado estadounidense de Misuri. En el año 2020, el condado tenía una población de 18,956 habitantes y una densidad poblacional de 15 personas por km². La sede del condado es Perryville. El condado recibe su nombre en honor al héroe de la Guerra de 1812, Oliver Hazard Perry.

## Historia

### Los primeros nativos americanos
Los primeros habitantes de lo que hoy es el condado de Perry fueron los constructores de túmulos misisipianos, que cultivaban maíz y construían montículos de tierra. La cultura misisipiana habitó la región hasta su declive en los siglos XII y XIII. Se pueden encontrar restos de sus montículos de tierra en la parte oriental del condado[3] En la época del contacto europeo, la zona estaba poblada por nativos americanos de la Confederación de Illinois[4] que habitaban gran parte del este de Misuri.

### Dominio francés y español
Durante el siglo XVIII, la zona del condado de Perry, como el resto del futuro estado de Misuri, formaba parte de la Luisiana francesa, también conocida como el País de Illinois. Durante la mayor parte del siglo XVIII, la zona del actual condado de Perry quedó prácticamente deshabitada, incluso por los franceses de la cercana Ste. Genevieve. Esta última fue el primer asentamiento blanco permanente en la zona de Misuri. En 1764, cuando se anunciaron los términos del Tratado de París de 1763 en Luisiana, los colonos franceses se encontraron con una dominación ajena, la de España. En general, los franceses no estaban contentos con el cambio de gobierno y la gobernación española del territorio era incómoda, salpicada ocasionalmente por rebeliones armadas. En la zona de Ste. Genevieve, los españoles, haciendo de la necesidad virtud, tendían a dejar que los franceses se gobernaran a sí mismos[5][6] Durante las décadas de 1770 y 1780, los miembros de la tribu peoria, cuya situación se había deteriorado bajo el dominio británico y estadounidense en Illinois, emigraron hacia el oeste a través del río Misisipi hacia Ste. Genevieve y la parte baja de los Bois Brule Bottoms.
La población francesa sufrió el continuo acoso de los Osage al suroeste. En la década de 1790, Louis Lorimier, autorizado por funcionarios españoles, invitó a las tribus Shawnee y Delaware de Ohio a inmigrar y establecerse a lo largo de Apple Creek en el condado de Perry con la esperanza de que actuaran como amortiguadores entre los franceses al norte y los Osage al sur[7] Su mayor aldea, Le Grand Village Sauvage -con una población de unos 400 habitantes-, estaba situada en la parte sur del condado, justo encima de Apple Creek, cerca de la actual Old Appleton. Una década después de la inmigración de los nativos americanos, las autoridades españolas mostraron interés en abrir la zona a la colonización por parte de los americanos[8][9] Los primeros colonos franceses fueron Jean Baptiste Barsaloux y su padre Girard Barsaloux, que vivían en el Bois Brule Bottom en 1787[5][6].

### Asentamiento americano
Los primeros colonos americanos del condado de Perry llegaron durante la segunda mitad de la década de 1790 y reclamaron ricas tierras en Bois Brule Bottom. Estos estadounidenses organizaron la Iglesia Bautista original de la región en 1807. A principios del siglo XIX, un segundo grupo de colonos estadounidenses cruzó el río Misisipi para aprovechar las ofertas de tierras españolas. Se trataba de católicos de estirpe inglesa procedentes del centro-norte de Kentucky. Habían llegado desde Maryland para escapar de la discriminación religiosa y se enorgullecían de ser descendientes de los colonos originales de Lord Baltimore. El primero de ellos en establecerse permanentemente en el futuro Condado de Perry fue Isidore Moore. Llegó en 1801 y se convirtió en un patriarca de la zona, y fundó Tucker's Settlement. Pronto le siguieron otros cuyos apellidos predominaban en las décadas: Tucker, Fenwick, Cissell, Hayton, Riney, Hamilton, Layton, Manning y Hagan. La mayoría de ellos se asentaron en las tierras altas de los alrededores de Perryville, en un lugar llamado Barrens por su terreno abierto. Otro católico de Maryland, Joseph Fenwick, estableció el efímero asentamiento de Fenwick en la desembocadura del arroyo Brazeau, en los Brazeau Bottoms[10].
Cuando la región fue transferida a la soberanía estadounidense en 1803-1804, los Barrens pasaron a formar parte del Territorio de Luisiana. Antes de la admisión de Misuri como estado en 1821, varias nuevas migraciones alteraron la composición religiosa del futuro condado. En 1817, un numeroso grupo de presbiterianos procedentes de Carolina del Norte se instaló en el barrio de Brazeau, una zona delimitada aproximadamente por el río Misisipi y los arroyos Cinque Hommes y Apple Creek. Estos colonos organizaron una iglesia en 1819. Pronto les siguieron metodistas del mismo estado cuyos apellidos perduran, como Abernathy, Farrar y Rutledge. En 1826, construyeron su primera casa de reuniones de troncos, que más tarde fue sustituida por la Capilla York[11].
Hasta 1821, la región de Barrens formaba la parte sur del condado de Ste. Genevieve. Cuando se concedió la condición de estado a Misuri, el condado de Perry se organizó a partir del distrito matriz. Se dividió en tres municipios: Brazeau, Cinque Hommes y Bois Brule. Sus límites, siguiendo los accidentes geográficos naturales, eran bastante irregulares. En 1856, los límites se hicieron simétricos y se añadieron dos nuevos municipios, St. Mary's y Saline[12].
Después de 1821, los descendientes de las familias coloniales francesas de Ste. Genevieve llegaron al condado de Perry y, a mediados de la década siguiente, sus filas se vieron engrosadas por los inmigrantes procedentes de la propia Francia. Se asentaron en las tierras que estaban cerca de la actual ciudad de Perryville. Más o menos al mismo tiempo, un pequeño grupo de flamencos se asentó en la parte noreste del condado, con el actual pueblo de Belgique como centro[13] También había suizos en la misma zona.

### Inmigración alemana
A finales de la década de 1830 se produjo el inicio de una fuerte inmigración alemana que alteraría permanentemente el equilibrio étnico del condado. En el otoño de 1838, más de 600 luteranos sajones, bajo el liderazgo del pastor Martin Stephan, se desarraigaron y emigraron a Misuri en lo que se conoce como La Migración Luterana Sajona, buscando evitar la conformidad religiosa forzada que traía la Unión Prusiana de Iglesias[14] Se asentaron en la esquina sureste del condado y se movieron hacia el interior a través de una serie de pueblos cuyos nombres consagran tanto la religión como la nacionalidad: Wittenberg, Friedheim, Frohna, Dresde, Altenburg y Paitzdorf, que pasó a llamarse Uniontown durante la guerra civil estadounidense. Gran parte del legado de la inmigración alemana perdura hoy en día a través de la Iglesia Luterana-Sínodo de Misuri[15]. Un dialecto sajón distintivo del alemán sigue siendo hablado por unos 250 residentes (en 2014), aunque ese número está disminuyendo y los hablantes más jóvenes tienen más de 50 años[16].
Otros que se asentaron en la zona eran católicos alemanes, principalmente de Baviera y Baden. Se asentaron en la zona de Barrens. Los luteranos y presbiterianos establecieron iglesias en la región delimitada por el municipio de Brazeau de 1856. Los metodistas se situaron más al oeste, en la zona que comprendía el municipio de 1856 de Cinque Hommes. Allí establecieron dos iglesias, la primera York Chapel, cerca de la actual Longtown, a unas 5 millas (8 km) al sureste de Perryville,[17] y en 1836 una segunda en la propia Perryville. Luego, en 1844-1845, se dividieron entre el norte y el sur sobre la cuestión de si un obispo podía poseer esclavos. Las dos iglesias metodistas del condado de Perry se separaron, la congregación de la ciudad se puso del lado del norte y la capilla de York del lado del sur. Los bautistas del condado tendían a congregarse tanto en Bois Brule Bottom como en la zona del municipio de Saline. En las primeras décadas del siglo XIX, se reunían en casas particulares.
Aunque es una de las comunidades más antiguas de Misuri, el condado de Perry también fundó el primer colegio al oeste del río Misisipi, que data de 1827[18].

## Geografía
Según la Oficina del Censo, el condado tiene un área total de 1254 km² (484,2 mi²), de la cual 1229 km² (474,5 mi²) es tierra y 25 km² (9,7 mi²) (1.98%) es agua.

### Condados adyacentes
- Condado de Randolph, Illinois (norte)
- Condado de Jackson, Illinois (noreste)
- Condado de Union, Illinois (este)
- Condado de Cape Girardeau (sureste)
- Condado de Bollinger & Condado de Madison (suroeste)
- Condado de Saint François (oeste)
- Condado de Sainte Geneviève (noroeste)

## Demografía
Según la Oficina del Censo en 2000, los ingresos medios por hogar en el condado eran de $44,264, y los ingresos medios por familia eran $53,034. Los hombres tenían unos ingresos medios de $28,337 frente a los $19,720 para las mujeres. La renta per cápita para el condado era de $20,066. Alrededor del 9.00% de la población estaban por debajo del umbral de pobreza.

## Transporte

### Carreteras principales
- Interestatal 55
- U.S. Route 61
- Ruta 51

## Localidades
| - Altenburg - Belgique - Biehle - Brazeau | - Farrar - Frohna - Lithium - Longtown | - Menfro - Perryville - Uniontown - Wittenberg |  |